# Corbère
Corbère (catalansk: Corbera del Castell) er en by og kommune i departementet Pyrénées-Orientales i Sydfrankrig.

## Geografi
Corbère ligger 22 km vest for Perpignan. Nærmeste byer er mod øst Corbère-les-Cabanes (2 km) og mod sydvest Ille-sur-Têt (6 km).

## Demografi

### Udvikling i folketal
| 1962                                                              | 1968 | 1975 | 1982 | 1990 | 1999 | 2007 | 2010 | 2017 |
| ----------------------------------------------------------------- | ---- | ---- | ---- | ---- | ---- | ---- | ---- | ---- |
| 435                                                               | 471  | 421  | 420  | 442  | 543  | 603  | 661  | 733  |
| Tal fra og med 1962 er uden dobbelttælling (sans doubles comptes) |      |      |      |      |      |      |      |      |